# Lorenz av Österrike-Este
Prins Lorenz Otto Carl Amadeus Thadeus Maria Pius Andreas Marcus d'Aviano av Belgien, hertig av Modena, ärkehertig av Österrike-Este, kejserlig prins av Österrike, kunglig prins av Ungern och Böhmen, titulerad Hans kejserliga och kungliga höghet prins Lorenz av Belgien, född 16 december 1955 i Clinique du Belvédère, Boulogne-Billancourt, Hauts-de-Seine, Frankrike som andra barn till Robert av Österrike-Este och ärkehertiginnan Margaret, född prinsessan Margherita av Savojen-Aosta. Prins Lorenz är överhuvud för Modenas hertigliga familj; arvinge är hans äldste son, prins Amedeo av Österrike-Este
Den 22 september 1984 gifte han sig med prinsessan Astrid av Belgien, den enda dottern till den dåvarande prinsen av Liège, senare kung Albert II av Belgien. De har fem barn:
- Prins Amedeo av Belgien, ärkehertig av Österrike-Este (f. 1986)
- Prinsessan Maria Laura av Belgien, ärkehertiginna av Österrike-Este (f. 1988)
- Prins Joachim av Belgien, ärkehertig av Österrike-Este (b. 1991)
- Prinsessan Luisa Maria av Belgien, ärkehertiginna av Habsburg-Este (f. 11 oktober 1995)
- Prinsessan Laetitia Maria av Belgien, ärkehertiginna av Österrike-Este (f. 2003)

Han blev prins av Belgien genom ett kungligt påbud 10 november 1995. Hans barn har titeln "prins/essa av Belgien, ärkehertig/inna av Österrike-Este, kejserlig prins/essa av Österrike, prins/essa av Ungern och Böhmen".
Även om han använder sig av efternamnet "Habsburg", bär hans barn, som prinsar av Belgien, efternamnet "de Belgique"/"von Belgien"/"van België".
Ärkehertig Lorenz är överhuvud för den hertigliga familjen av Modena; rangen gavs till hans far av kejsar Karl I av Österrike, hans farfar.